# August Heinrich Hoffmann von Fallersleben

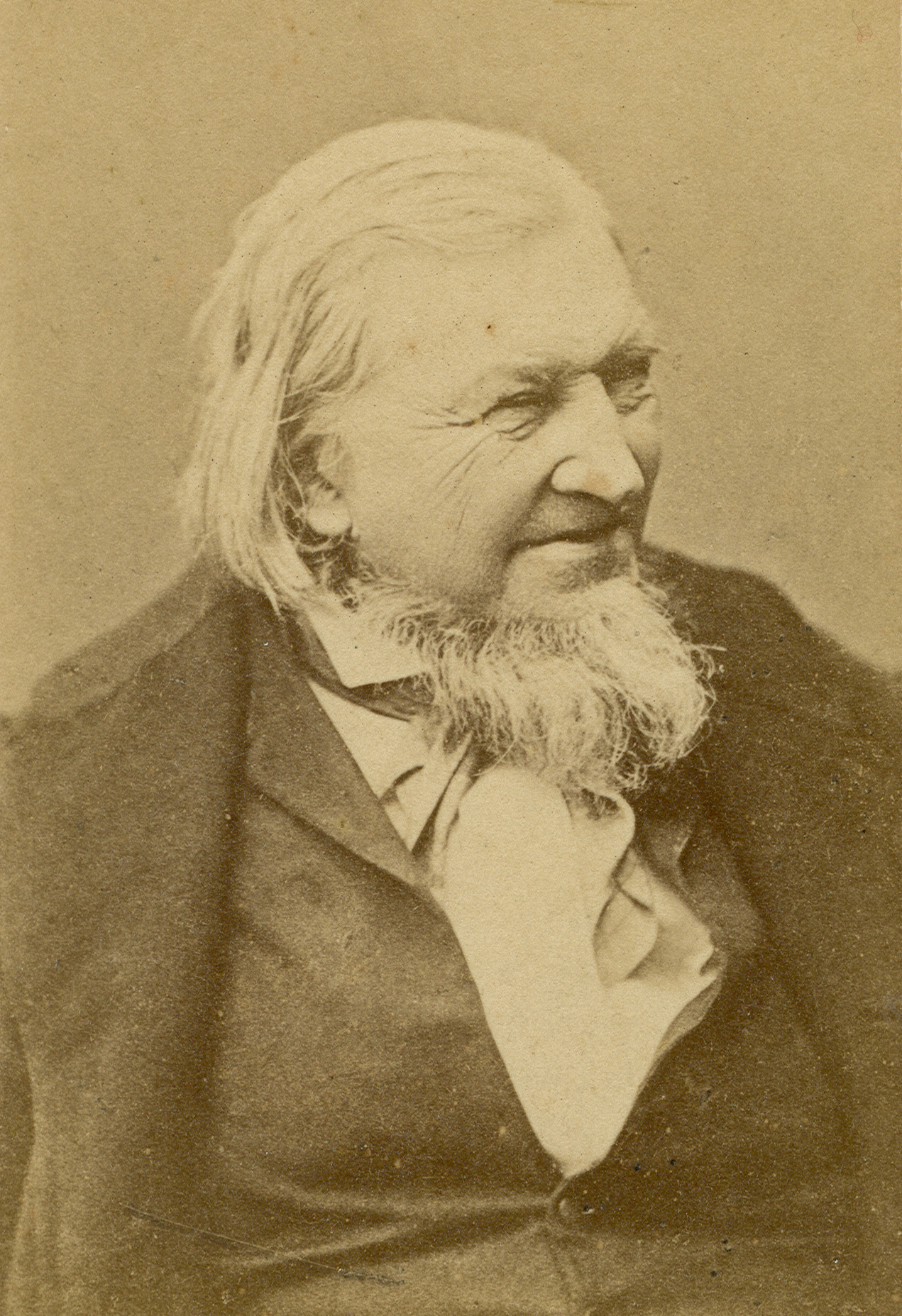
Hoffmann von Fallersleben

August Heinrich Hoffmann von Fallersleben (Fallersleben, 2 april 1798 – Corvey, 19 januari 1874), eigenlijk August Heinrich Hoffmann, was een Duits germanist, etnomusicoloog, auteur en dichter. Hij is bekend als de dichter van het Duitse volkslied: Das Lied der Deutschen.

## Biografie
Hoffmann von Fallersleben werd geboren te Fallersleben, Nedersaksen, kwam in 1821 naar Nederland om kennis te maken met de overblijfselen van de Middelnederlandse letterkunde, waarvan hij een vurig beminnaar en beoefenaar was. Aan deze "litterarische Reise" heeft men de uitgave te danken van zijn Horae Belgicae, met daarin de eerste tekstedities van een aantal Middelnederlandse werken. In enkele gevallen bleef zijn editie tot eind 20e eeuw de enige gedrukte versie. Hij werd in 1830 buitengewoon en in 1835 bijzonder hoogleraar te Breslau, maar in 1842 werd hij vanwege zijn liberale beginselen van zijn post ontheven. In 1841 dichtte hij op Helgoland Das Lied der Deutschen (Het Lied der Duitsers), waarvan het derde couplet het Duitse Volkslied is. In 1860 werd hij bibliothecaris in de benedictijner Abdij van Corvey aan de Wezer, waar hij op 19 januari 1874 overleed.

## Werk (o.a.)
- Poëzie
  - Lieder und Romanzen (1821)
  - Gedichte (1827)
  - Buch der Liebe (1836)
  - Gemischte Gedichte (1841)
  - Schlesische Volkslieder mit Melodien (1842) (met E. Richter)
  - Fünfzig Kinderlieder (1848)
- Studies
  - Fundgruben für die Geschichte deutscher Sprache und Literatur (2 dln., 1830–1837)
  - Geschichte des deutschen Kirchenliedes bis auf Luthers Zeit (1832, 2e druk 1861)
  - Die deutsche Philologie im Grundriss (1836)
  - Niederländische Volkslieder (1856) http://www.gutenberg.org/files/35806/35806-h/35806-h.htm
  - De Vlaamsche Beweging (1856)
- Autobiografie: Mein Leben und Erinnerungen (6 dln., 1868–1870).

- Bibsys: 90079747
- Biblioteca Nacional de España: XX5629536
- Bibliothèque nationale de France: cb11886556s (data)
- Biografisch Portaal: 26720616
- CiNii: DA03867784
- Digitale Bibliotheek voor de Nederlandse Letteren: hoff004
- Gemeinsame Normdatei: 118552589
- International Standard Name Identifier: 0000 0001 2280 3646
- Library of Congress Control Number: n82037151
- Nationale Bibliotheek van Letland: 000077149
- MusicBrainz: 011ec36a-3e10-4070-8bc6-8c4582a6806d
- Nationale Bibliotheek van Tsjechië: jo2005259924
- Nationale bibliotheek van Australië: 35200696
- Nationale Bibliotheek van Israël: 987007262724405171
- Nationale Bibliotheek van Polen: a0000001810835
- Nationale en Universitaire bibliotheek Zagreb: 000061610
- Nederlandse Thesaurus van Auteursnamen: 068802080
- Réseau des bibliothèques de Suisse occidentale: 02-A003377155
- LIBRIS: 189759
- SNAC: w6sq99kz
- Système universitaire de documentation: 026658984
- Trove: 862169
- Virtual International Authority File: 56604274
- WorldCat: E39PBJckTDWkHGPvvQHxj9xVYP